# Djibloho
Djibloho, offiziell Ciudad administrativa de Djibloho (dt. Verwaltungshauptstadt Djibloho), ist eine Provinz Äquatorialguineas auf dem Festlandsteil Mbini. Sie ist die jüngste Provinz Äquatorialguineas, die 2017 formell per Gesetz gegründet wurde. Die Verwaltungsstadt wurde am 1. August 2015 zunächst aus Añisoc, einem Distrikt von Wele-Nzas, ausgegliedert und soll Malabo als künftige Hauptstadt Äquatorialguineas ersetzen. Djibloho soll dabei eine Art Hauptstadtdistrikt bilden.

## Geographie
Djibloho besteht aus zwei städtischen Distrikten, Ciudad de la Paz und Mbere. Die Hauptstadt ist Ciudad de la Paz („Stadt des Friedens“), bis 2017 bekannt als Oyala.

## Nachweise
1. ↑  Solemn inauguration of the new city of Djibloho - Official Web Page of the Government of the Republic of Equatorial Guinea. Archiviert vom Original (nicht mehr online verfügbar) am 17. Mai 2021; abgerufen am 10. März 2021.  Info: Der Archivlink wurde automatisch eingesetzt und noch nicht geprüft. Bitte prüfe Original- und Archivlink gemäß Anleitung und entferne dann diesen Hinweis.